# شعبه ضد تروریست پلیس متروپولیتن
شعبه ضد تروریست پلیس متروپولیتن (انگلیسی: Metropolitan Police Anti-Terrorist Branch) یا SO13 یک شعبه عملیاتی متخصص عملیات پلیس متروپولیتن لندن بود که برای پاسخ به فعالیت‌های تروریستی در پایتخت و مناطق اطراف آن تشکیل شده بود.
شعبه ضد تروریستی (که در آن زمان گروه بمب نامیده می‌شد) در ابتدا با بمب گذاری‌های انجام شده توسط گروه‌های آنارشیست برخورد می‌کرد. در طی دهه ۱۹۷۰، در کمپین علیه ارتش موقت جمهوریخواه ایرلند IRA، همراه با شعبه ویژه و سرویس امنیتی ام‌آی۵ کمک کرد. در اصل این شعبه برای بررسی تیپ عصبانی (Angry Brigade) سازمان داده شده بود و توسط فرمانده باند دستور داده شد.

## ساختار
در سال ۲۰۰۵، این شعبه ۳۴۵ مأمور در سازمان خود داشت و ۵۰۰ نفر دیگر نیز مورد نیاز بود. یان بلر، معاون پلیس متروپولیتن، اعلام کرد که واحدهای عملیات تخصصی باید دوباره هماهنگ شوند.

## ادغام
در سال ۲۰۰۵ شعبه ضد تروریستی و شعبه ویژه ادغام شدند و یک واحد جدید فرماندهی مبارزه با تروریسم یا SO15 ایجاد کردند.